# Yákov Perelmán
Yákov Isídorovich Perelmán (en cirílico ruso: Яков Исидорович Перельман) (Białystok, Gobernación de Grodno, actual Polonia, 4 de diciembre de 1882 - Leningrado, Unión Soviética, 16 de marzo de 1942) fue un divulgador de la física, las matemáticas y la astronomía, uno de los fundadores del género de la literatura de ciencia popular. Sus libros fueron editados fuera de la URSS, en diferentes idiomas, por Editorial Mir.

## Biografía
Yákov Perelmán nació en la ciudad de Białystok, Gobernación de Grodno del Imperio ruso (ahora parte de Polonia). Su padre trabajaba como contador en una empresa textil y su madre era profesora de primaria. Su hermano Ósip Isídorovich Perelmán era un prosista y dramaturgo, escribió en ruso y yidis (usaba el seudónimo Ósip Dýmov). 
Su padre murió en 1883, y la madre tuvo que criar a los hijos, haciendo lo posible para que recibieran una educación suficiente. En 1890, Yákov fue a la escuela en el primer grado de la escuela primaria, y el 18 de agosto de 1895 entró en la escuela real de Bialystok, que era una academia de artes y oficios, única escuela de educación media de la ciudad. 
El 23 de septiembre de 1899, publicó en el periódico Gaceta Provincial de Grodno, bajo el seudónimo de "Y. P." (sus iniciales), el ensayo En espera de la lluvia de fuego, que trataba de la lluvia de estrellas conocida como “Leónidas”. Con este hecho, se iniciaría su carrera de escritor.
En agosto de 1901, se inscribió en el Instituto Forestal de San Petersburgo. Casi desde el primer año comenzó a colaborar con la revista Naturaleza y Pueblo. Su primer ensayo titulado Un siglo de asteroides fue publicado en el número 4 de la revista de 1901. En 1903, murió su madre. En 1904, Perelmán, decide seguir estudiando en el Instituto Forestal, y también se convirtió en secretario ejecutivo de la revista Naturaleza y Pueblo. 
En 1908, Perelmán presentó su tesis y el 22 de enero de 1909 recibió un diploma del Instituto Forestal con el título de “Científico-técnico forestal de nivel I”. Pero en el instituto no tenía ninguna posibilidad de trabajar en su profesión, después de la graduación, por lo que Perelmán comenzó a trabajar en la revista de manera constante, y no solo escribió ensayos, sino que también hizo imprimir el trabajo de otros. 
Durante 1913, escribió su primer texto de éxito, presentado en julio de ese año: Física recreativa (Primera Parte). El libro fue un éxito inmediato entre los lectores. Ello despertó interés, aún, entre los físicos rusos, como el profesor de física de la universidad de San Petersburgo, en ese momento, Orest Jvolson, quien habló con Perelmán y descubrió que el libro no había sido escrito por un especialista en física. La calidad de este libro, hizo que le aconsejara seguir escribiendo textos similares. De hecho, Perelmán siguió este consejo en lo sucesivo y escribió muchos libros, exponiendo de forma amena temas científicos. 
En 1914, escribió y publicó un capítulo adicional a la novela de Julio Verne, De la Tierra a la Luna, que fue su primer trabajo de ciencia ficción. Este artículo fue titulado El desayuno en una cocina ingrávida y pronto fue incorporado a la segunda parte de Física Recreativa que estaba en preparación en aquel momento.
En 1915, durante unas vacaciones de verano, Perelmán conoció a la joven doctora Anna Davídovna Kamínskaya con quien contrajo matrimonio. 
Entre 1916 y 1917, fue uno de los participantes en la ciudad de Petrogrado de una reunión especial que propuso el adelanto en una hora de las zonas horarias soviéticas con el fin de ahorrar combustible. La recomendación que surgió de esta conferencia fue aplicada por el gobierno en los años 20. Durante este período, fue publicada la segunda parte del libro Física recreativa que se concibió en forma independiente de la anterior, pudiéndose leer en cualquier orden ambos libros. 
En el período entre 1918 y 1923, trabajó como inspector de la “Comisión Escolar de la Unión”. Una de sus tareas fue la  elaboración de nuevos planes de estudios de física, matemáticas y astronomía, mientras que enseñaba estas materias en diversas instituciones educativas. Por iniciativa propia creó la primera revista de divulgación científica soviética llamada En el taller de la naturaleza, la cual se publicó entre los años de 1919 y 1929. 
En 1924, participó en la Sección de Comunicaciones Interplanetarias de Moscú del OSOAVIAJIM, cuyos miembros fueron el revolucionario ruso Feliks Dzerzhinski, Konstantín Tsiolkovski, Vladímir Vetchinkin, Friedrich Zander y Nikolái Rynin, entre otros. Entre ese año y 1929, trabajó en el departamento de ciencia de la "Red Oficial de Leningrado" y fue miembro del consejo editorial de las revistas “Ciencia y Tecnología" y "Enseñar a pensar”. 
Entre los años 1925 y 1932, también formó parte del consejo editorial de la cooperativa "Vremya" ("Tiempo") y organizó la producción masiva de libros de su serie recreativa. Antes de finalizar este período y hasta finales de 1933, estuvo a cargo del departamento de propaganda de Leningrado. Su primer viaje al exterior ocurrió en 1935 cuando viajó a Bruselas para asistir al Congreso Internacional de Matemáticas. 
Al regresar de este viaje, el 15 de octubre de 1935, inaugura la Casa de la Ciencia Recreativa de Leningrado, en lo que se considera la culminación de sus esfuerzos por la divulgación científica. Sin embargo, fue destruida por las tropas alemanas durante el sitio de la ciudad,.

## Fallecimiento
El 22 de junio de 1941, las fuerzas del Tercer Reich alemán invaden la Unión Soviética en la denominada Operación Barbarroja. En estas circunstancias, Perelmán comienza a trabajar para soldados y marinos como profesor y conferencista. Desde julio de 1941 hasta febrero de 1942, ofreció conferencias a los soldados, los exploradores del Frente de Leningrado y la Flota del Báltico, así como a los partidarios de la resistencia; de orientación sobre el terreno sin dispositivos ni aparatos, las cuales serían útiles en las operaciones militares. Sin embargo, los percances de la guerra no le impidieron continuar sus labores de escritor. 
Esto no duraría mucho tiempo, pues tanto el intenso frío de Leningrado, como el rigor del sitio impuesto por el ejército alemán minaron las escasas fuerzas de Perelmán y de su esposa, Anna Davídovna. El 18 de enero de 1942, Anna Davídovna, estando de guardia en un hospital de la ciudad, falleció víctima de la desnutrición. Perelmán soportó escasamente dos meses más, pues moriría de la misma forma el 16 de marzo de 1942.

## Obras en castellano
Los siguientes libros de Perelmán han sido traducidos del ruso al castellano.  
- Matemáticas recreativas
- Aritmética recreativa
- Álgebra recreativa
- Geometría recreativa
- Astronomía recreativa
- Física recreativa I
- Física recreativa II
- Problemas y experimentos recreativos
- Mecánica para todos
- ¿Sabe Ud. física?

En la actualidad, Editorial Mir ya no publica estos libros en idioma español y algunos pueden conseguirse, ocasionalmente, en las filiales locales del Círculo de Lectores e incluso descargables en Internet.

## Eponimia
- El cráter lunar Perel'man lleva este nombre en su memoria.[1]